# Karl Schneller
Karl Schneller (Pseudonym Hans Rudorff) (* 19. April 1878 in Wien; † 24. April 1942 ebenda) war ein k.u.k. Generalstabsoffizier im Ersten Weltkrieg, österreichischer General und Dichter.

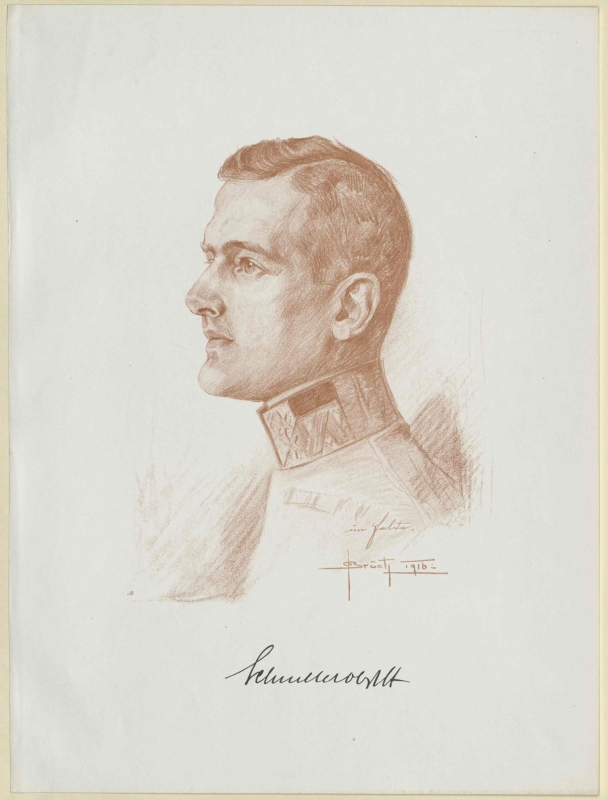
Karl Schneller (Oskar Brüch, 1916)

## Leben

### Herkunft und Ausbildung
Karl Schneller wurde 1878 geboren als Sohn des Feldmarschallleutnants Arnold Schneller (1846–1911), zuletzt Kommandant der Festung Komorn, und der Johanna Schneller, geborene Pirner († 1887). Er besuchte bis 1888 eine Wiener Realschule und musste, aus einer Offiziersfamilie kommend,  gegen seinen Willen die Offizierslaufbahn einschlagen. Er besuchte bis 1892 an die Militär-Unterrealschule in St. Pölten, danach bis 1895 an die Militär-Oberrealschule in Mährisch Weißkirchen und ab 1895 an die Technische Militärakademie in Wien.

### Frühe Karriere
Er wurde 1898 als Leutnant zum Dienst im Artillerieregiment Nr. 8 ausgemustert und 1902 zum Oberleutnant befördert. Nach dreijährigem Truppendienst und Absolvierung der k.u.k. Kriegsschule (1901–1903) diente er ab 1905 als Hauptmann im Generalstab und bei der Truppe.
Früh fing er unter dem Pseudonym „Hans Rudorff“ mit dem Schreiben von Gedichten an. In seinem Gedicht Zerrissenheit, das er nach Abschluss seiner militärischen Laufbahn schrieb, beschrieb er die eigene Zerrissenheit, die ihn als denkendes Kind in einen Beruf zwang, der aus Gewalt, Mord, Befehlen und Gehorsam bestand. Trotzdem sollte er es bis zum Generalstabsoffizier und zum General bringen. Autodidaktisch hatte er Italienisch, Englisch, Französisch, Griechisch und Latein gelernt. Er wollte die Schriftsteller der Antike im Original lesen und verstehen können. Seine Sprachenkundigkeit machte ihn zu einem gefragten Berater.
1908 wurde er dem Kriegsministerium (Wien) zugeteilt und fand Verwendung bei diplomatischen Verhandlungen.
Am 3. November 1909 heiratete er Maria Elisabeth Haselberger. Am 21. Dezember 1910 wurde sein Sohn Otto geboren.
Ab 1912 wieder im aktiven Truppendienst, wurde er  1913 zum Major befördert und zum Generalstabschef der 47. Infanterie-Truppendivision ernannt.

### Im Ersten Weltkrieg
Kurz vor Ausbruch des Ersten Weltkriegs kam er in das Operationsbüro des Generalstabes. Er fungierte als Verbindungsoffizier beim Ministerium des Äußeren und wurde Chef des Pressedienstes im k.u.k. Armeeoberkommando.
1915 wurde er zum Oberstleutnant ernannt und erarbeitete nach dem Kriegseintritt Italiens als Generalstabsoffizier einen Operationsplan für eine Offensive in Südtirol. 1917 wurde er zum Oberst befördert und erhielt das aktive
Kommando des Hochgebirgs-Abschnittes Travenanzes in den Dolomiten. Im August 1917 wurde er Generalstabschef des XIV. Korps unter General von Martiny. Im November 1918 war er unter General Weber einer der Unterzeichner des Waffenstillstands von Villa Giusti und nahm 1919 als Militärexperte der österreichischen Delegation an den Verhandlungen zum Vertrag von Saint-Germain teil.
Während des Ersten Weltkrieges hatte er an mehreren Fronten zum Generalstab der k.u.k. Armee gehört. Seine Kriegserlebnisse und die Mission in St. Germain hat er in seinem Kriegstagebuch festgehalten. Die erlebten Gräuel an der Front hatten ihn endgültig zum Pazifisten gemacht.

### Zwischenkriegszeit
In der Ersten Republik war er am Aufbau des neuen Bundesheeres beteiligt und war Sektionschef im Heeresministerium. Nachdem die SPÖ aus der Regierung ausgeschieden war, versuchten die Christlichsozialen, alle Machtpositionen im Staat zu besetzen. Theodor Körner, mit dem Karl Schneller eng befreundet war, wurde 1924 in den Ruhestand geschickt, zwei Jahre später war er selbst an der Reihe. Er ging mit dem Rang eine Generals in Pension.
1926 wurde Schneller Mitglied der SPÖ. Er widmete sich der Literatur, veröffentlichte Gedichte in der sozialistischen Presse und hielt literarische Vorträge und Lesungen. 1933 schloss er sich der Vereinigung sozialistischer Schriftsteller an. Schneller war außerdem geheimes Mitglied der Zentralleitung des Republikanischen Schutzbundes.
Im Februar 1934 wurde Schneller verhaftet und bis September 1934 im Anhaltelager Wöllersdorf festgehalten. Dort verfasste er Sonette, die er nach der Haftentlassung niederschrieb.
Karl Schneller starb am 24. April 1942 an den Folgen seiner Parkinson-Erkrankung und wurde auf dem Grinzinger Friedhof beerdigt.

## Werke
- Gedichte, Leipzig 1920
- Im ewigen Strom. Gedichte, Wien – Leipzig 1936
- Gefangenschaft. Ein Buch Sonette. Karl R. Stadler (Hg.). Veröffentlichung des Ludwig Bolzmann Instituts für Geschichte der Arbeiterbewegung. Mit einer Einleitung von Franz Taucher und einem Schlusswort von Karl R. Stadler. Wien, München, Zürich 1978
- Augenblicke, nicht verweht. Gedichte, Eisenstadt 1980
- Der Menschheit Fluch. Gedichte wider den Ungeist des Krieges, Eisenstadt 1981
- Ahasver. Dramatisches Gedicht in einem Vorspiel und vier Aufzügen, Eisenstadt 1982
- Gesänge um den Tod, das Leben und die Liebe, Eisenstadt-Wien 1983
- Thermidor. Der Untergang Robespierres. Ein Prolog und neun Bilder, Eisenstadt-Wien 1984